# Kreator
Kreator é uma banda de thrash metal de Essen, Alemanha, que começou com o nome "Tormentor" no início da década de 1980. Formada por  Mille Petrozza (guitarra e voz), Jürgen Reil (bateria) e Rob Fioretti (baixo), a banda iniciou fazendo um som mais próximo ao black metal e death metal, e então assumiu um estilo thrash mais puro nos anos seguintes. Na década de 1990 o grupo partiu para uma abordagem diferente, adotando elementos de metal industrial e metal gótico em seus discos, o que causou reações distintas entre os fãs. Entretanto, a partir de 2001 o Kreator  retornou à sua sonoridade pesada e agressiva,  fazendo uma fusão do thrash  metal clássico com death metal melódico.
O Kreator, influenciado pelo metal "old school" de bandas como Venom, influenciou inúmeras bandas de metal extremo desde sua formação. Grupos como Dimmu Borgir, Vader, Dark Tranquillity e Napalm Death já regravaram canções do grupo germânico. Desde sua formação, o Kreator já vendeu mais de 2 milhões de cópias de suas gravações  em todo o mundo.

## História

### Formação e primeiros álbuns (1982-1986)
A meados de 1982 nasce Tormentor, na cidade de Essen, (Alemanha), composto por Mille Petrozza (vocal/guitarra), Rob Fioretti (baixo)  e Ventor Reil (bateria e alguns vocais) .
Em 1984, Tormentor lança uma demo chamada "End of the World" com as canções "Armies Of Hell", "Tormentor", "Cry War" e "Bone Breaker".
No ano seguinte, na época conhecida pela "German Thrash Explosion", e já com o nome da banda mudado para Kreator, é produzido o primeiro álbum, Endless Pain. Lançado pela Noise Records,  disco torna-se um marco no thrash metal e o Kreator passa a ser considerada uma das mais rápidas e pesadas bandas da época, trazendo clássicos como "Flag of Hate", "Bonebreaker", "Son of Evil" e o hit "Tormentor." Endless Pain continha vocais rasgados e demoníacos, divididos entre Mille e Ventor, que somado à temática satânica das letras e ritmo muito veloz, acabou sendo referências para muitas futuras bandas de black metal. Lançado pela gravadora Noise Records (Running Wild, Helloween, Gamma Ray, Celtic Frost, Voivod, Destruction, Hellhammer e Bathory), o álbum contou com a produção de Horst Muller, que já produziu bandas como Deliverance, Celtic Frost e Hellhammer.
Depois dos shows de divulgação, em 86 lançam Pleasure to Kill. Marcado por um som mais cru que o anterior, saiu novamente pela Noise Records e foi produzido por Harris Johns (que trabalhara com o Immolation, Sodom, Pestilence, Therion, Voivod e Helloween). Considerado um dos melhores álbuns de thrash metal de todos os tempos e também precursor do death metal, Pleasure to Kill apresentou uma banda ainda mais rápida e brutal em suas composições, com destaque para as faixas "Riot of Violence", "Under the Guillotine", "The Pestilence" e a faixa-título.  No mesmo ano é lançado o EP Flag of Hate, contendo a canção homônima regravada e mais 2 músicas inéditas: "Take Their Lives" e "Awakening of he Gods". Ao fim de 1986, Jörg Trzebiatowski é recrutado como segundo guitarrista.

### Ascensão e popularidade (1987-1991)
Agora como quarteto, em 1987  é lançado Terrible Certainty, um álbum focado totalmente no thrash metal. Produzido por Roy Rowland, foi considerado um dos mais pesados álbuns dos anos 1980. Destacam-se as faixas "Behind the Mirror", "Storming with Menace", "As the Worls Burns" (a última canção cantada por Ventor) e a faixa-título, que tornou-se um clássico do grupo, tocada até os dias de hoje. A faixa "Toxic Trace" ganhou um videoclipe no ano seguinte, o primeiro do Kreator.
O quarto LP, chamado Extreme Aggression, sai em 89 via Noise/Epic Records. Gravado no início do ano em Hollywood, Califórnia, contou com  a produção de Randy Burns – que também já produziu bandas como Death, Nuclear Assault, Megadeth e Suicidal Tendencies – e com uma participação especial de Greg Saenz (futuro baterista do Suicidal Tendencies) fazendo backing vocal. Extreme Aggression mostrava uma fase de maturidade da banda, revelando um outro lado musical do grupo, que trazia letras reflexivas, músicas mais progressivas, mas sem deixar a agressividade e peso de lado, trazendo notórias canções como a faixa-título, "Betrayer", "Some Pain Will Last" e "Bringer of Tourture". O Kreator entra em tour pela Austrália, Japão, Moscou, Tchecoslováquia, Argentina, Chile, Brasil e Estados Unidos. Porém a banda tem problemas com sua formação e Jorg Trzebiotowski sai durante a tour, entrando em seu lugar o guitarrista Frank Gosdzik (ex-Sodom). No mesmo ano é produzido um clipe para a música "Betrayer", filmado em Atenas/Grécia, seguido dos lançamentos do vídeo "Extreme Aggression Tour 1989/'90: Live in East Berlin", contendo um show da banda realizado na parte oriental de Berlim, ainda na época da Guerra Fria.
Em 90 sai o álbum Coma of Souls pelas gravadoras Noise/Epic Records. O Kreator surpreende novamente e o álbum se torna mais um marco do thrash metal: o disco continha mais ênfase na parte progressiva e técnica dos músicos, solos de guitarra melódicos e bem elaborados, e trouxe as clássicas "People of the Lie", "When the Sun Burns Red", "Terror Zone" e a faixa-título. "Coma of Souls" contou com o engenheiro de som Jason Roberts, que já trabalhou com House of Pain e Cypress Hill. A capa foi desenhada por Andreas Marschall, que também fez os trabalhos das capas de "Dawn of Possession" (91) e "Here in After" (96) do Immolation; "Dangerous Meeting" (92) do King Diamond; "The End Complete" (92) do Obituary; e "Pile of Skulls" (92) e "Black Hand Inn" (94) do Running Wild. Durante o ano foram produzidos videoclipes para várias faixas, incluindo "People Of The Lie", que fez sucesso com suas exibições TV.
Em 1991 lançaram o vídeo "Hallucinative Comas", que continha um filme de terror intercalado com canções do Kreator.

### Fase experimental (1992-2000)

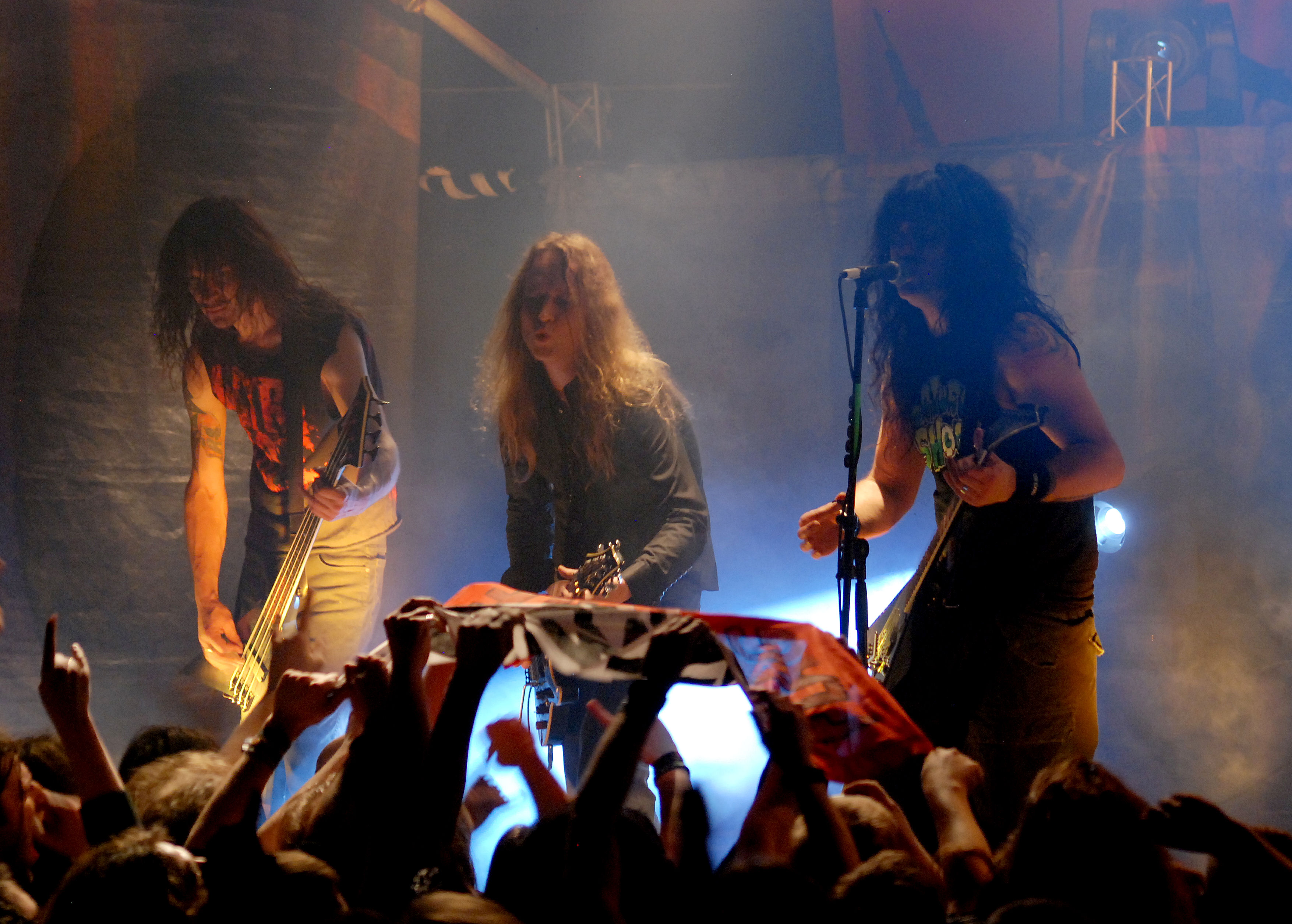
Kreator em 2009 na Cracóvia

Dois anos depois, em 92, é lançado o álbum Renewal, que contou com a produção de Tom Morris, conhecido por já ter trabalhado com o Savatage, Kamelot, Morbid Angel e feito a mixagem do Beneath the Remains (89) do Sepultura.   É lançado na sequência um clipe para a música "Renewal". A banda muda muito seu estilo, ficando mais leve, lenta e com vocais menos rasgados. As influências industriais eram  evidentes e o álbum fica longe das ideias do antigo Kreator, mesmo nas letras, que agora não falavam mais sobre morte, destruição e violência. Na época foram acusados de mudar de estilo radicalmente por causa das baixas vendas da época para o público thrash, já que a indústria da música havia perdido interesse no metal nos anos 1990.  Alguns dizem que seis álbuns em oito anos fizeram a criatividade ficar em baixa. O álbum permanece até hoje como o mais controverso da banda, perdendo assim muitos de seus fãs.
O Kreator entra numa longa tour para a divulgação do disco, a qual rendeu a primeira vinda dos alemães para o Brasil, onde passaram por algumas cidades e inclusive tocaram na TV no Programa Livre. Após o fim da tour, o baixista Rob Fioretti deixa o grupo pois queria passar mais tempo próximo à família. Andreas Herz entrou em seu lugar, mas durou pouco tempo na banda e não chegou a gravar nada. Logo depois o baterista Ventor Reil também sai da banda, deixando Mille como único membro original. Para piorar a situação, o contrato com a gravadora Noise Records havia sido encerrado. Joe Cangelosi foi recrutado para a bateria e Christian Giesler entrou como baixista.
Com a nova formação, é lançado em agosto de 95 Cause for Conflict via G.U.N. Records. O disco apresenta um som muito pesado e veloz com som brutal da bateria, tornando-se, talvez, o disco mais agressivo do Kreator. Com pouco espaço para experimentos,  o CD foi produzido por Vincent Wojno, que já trabalhou com Machine Head, Testament e Pro-Pain. As ilustrações são do percussionista Junior, "especialista" em participações especiais em álbuns de bandas e artistas famosos de vários estilos.As fotografias do encarte são de Dirk Rudolph, que fez também a capa de "Astral Sleep" (91) do Tiamat; "Night of the Stormrider" (92) do Iced Earth e "Sehnsucht [Slash]" (98) do Rammstein. Mais tarde, são produzidos clipes para as músicas "Lost" e "Isolation".
O álbum Scenarios of Violence é lançado em 96, compilando todas canções de sucesso do grupo até então. Produzido por Siggi Bemm, que trabalhou também com Samael, Grip Inc., Tiamat, The Gathering, Rotting Christ e Moonspell, o álbum teve capa idealizada pelo vocal Mille Petrozza e pelo artista Peter Dell, que fez as ilustrações.

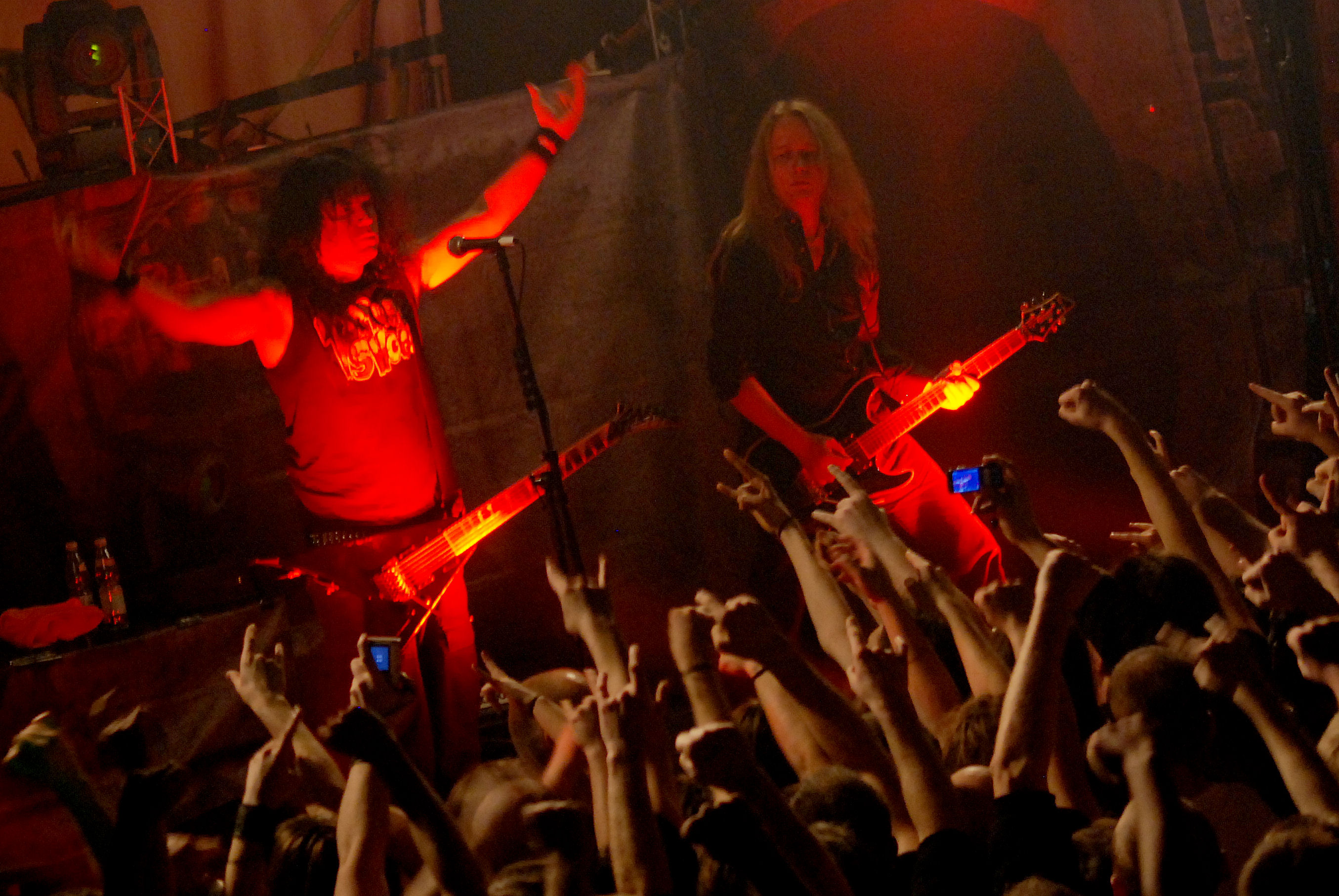
Kreator ao vivo em 2009

Após a volta do baterista  Ventor e a entrada de Tommy Vetterli como segundo guitarrista, em meados de 97 sai Outcast, mixado por Ronald Prent (Def Leppard, Queensryche e Rammstein) e novamente com produção de Vincent Wojno. As fotografias dessa vez, são de Harald Hoffmann, que também fez as de "Deeper Kind of Slumber" (97) do Tiamat.
A influência industrial volta ainda mais forte e o Kreator perde um pouco da velocidade retomada em Causa for Conflict. Sente-se uma atmosfera doom que insinua novos caminhos e mudança de estilo da banda. Depois do lançamento, a banda entra rapidamente em tour e são feitos clips para "Leave This World Behind" e "Outcast".
Abril de 1999 trouxe muita confiança para alguns fãs da banda e recusa de outros com o álbum Endorama. Com elementos progressivos como guitarras sintetizadas e até piano em algumas introduções, ainda há um toque industrial, como distorções no vocal, e teclados com melodias um pouco arrastadas, criando uma atmosfera voltada para o gothic metal. A faixa-título conta com a participação de Tilo Wolff, famoso pelo Lacrimosa.
As músicas "Endorama" e "Chosen Few" também ganham clipes e a banda faz alguns festivais pela Europa.
A coletânea Voices of Transgression - A 90's Retrospective é lançada no mesmo ano pela Gun Records. O álbum trazia 17 faixas dos discos Cause For Conflict, Outcast e Endorama, e 3 bônus que saíram junto com o lançamento desses discos. Depois desse lançamento, o Kreator entra em tour pela Europa com o Moonspell.
No ano 2000, é lançado o single "Chosen Few" pela gravadora BMG, com as músicas "Endorama" e uma versão de "Children of a Lesser God" que não foi para o álbum, além dos dois clips "Endorama" e "Chosen Few" em CD-ROM.

### Retorno ao som pesado (2001-2012)
Em 2001, o guitarrista finlandês Sami Yli-Sirniö  substituiu Tommy Vetterli, que, por um problema que o impedia de tocar com frequência, teve que deixar a banda.  Eles entraram em estúdio e gravaram o álbum Violent Revolution. Com músicas mais trabalhadas, ritmo rápido e um som mais pesado que o restante da discografia, o disco marcou o abandono do grupo das influências do industrial/gótico para retornarem totalmente ao thrash metal, agora influenciados pelo death metal melódico. Foi gravado um videoclipe para a faixa-título que ajudou a popularização  do álbum, divulgando a nova fase da banda.
Em 2003, sai pela Steamhammer o álbum duplo ao vivo Live Kreation, e o DVD Live Kreation - Revisioned Glory com 19 faixas tocadas ao vivo no Brasil, Coreia do Sul e Alemanha durante a  "Violent Revolution Tour 2002", além de incluir todos os videoclipes gravados na carreira.
Seguindo a mesma linha sonora de Violent Revolution, em 2005 é lançado Enemy of God, onde é mantida a complexa estrutura das canções e vê-se uma pegada mais progressiva na últimas faixas. A versão DVD incluía, além do álbum, a apresentação da banda realizada do Wacken Open Air de 2005. Destacam-se a faixa-título, "Impossible Brutality", "Suicide Terrorist" e "Voices of the Dead".
Em 2008, foi lançado o DVD At the Pulse of Kapitulation, contendo os vídeos Live in East Berlin e Hallucinative Comas. Ambos haviam sido disponibilizados anteriormente em VHS e não estavam mais à venda.
Depois de mais quatro anos a banda volta a gravar um álbum de estúdio, trazendo Hordes of Chaos em 19 de janeiro de 2009. Desta vez as músicas são mais diretas e rápidas e, ainda que seja mais curto que os anteriores, não priva a brutalidade que é marca registada da banda.
No início de 2010, o grupo assinou com a Nuclear Blast e embarcou numa turnê americana para comemorar o aniversário de 25 anos do primeiro disco.
Em 2012 é anunciado um novo álbum, Phantom Antichrist, que foi lançado em junho pela gravadora Nuclear Blast. Com esse disco percebe-se que a banda mesclou o som apresentado nos álbuns anteriores, com algo da fase mais gótica do fim dos anos noventa, apresentando uma maior intensidade das melodias e estendendo da complexidade sonora. A turne de divulgação passou novamente pelo Brasil. O bônus do álbum (lançado em DVD) contém "Conquerors of the Ice - The Making of Phantom Antichrist", um breve documentário abordando a gravação do álbum, e também "Harvesting the Grapes of Horror", que são duas apresentações no festival WOA, realizadas em 2011 e 2008.

### Atividade recente (2013-presente)

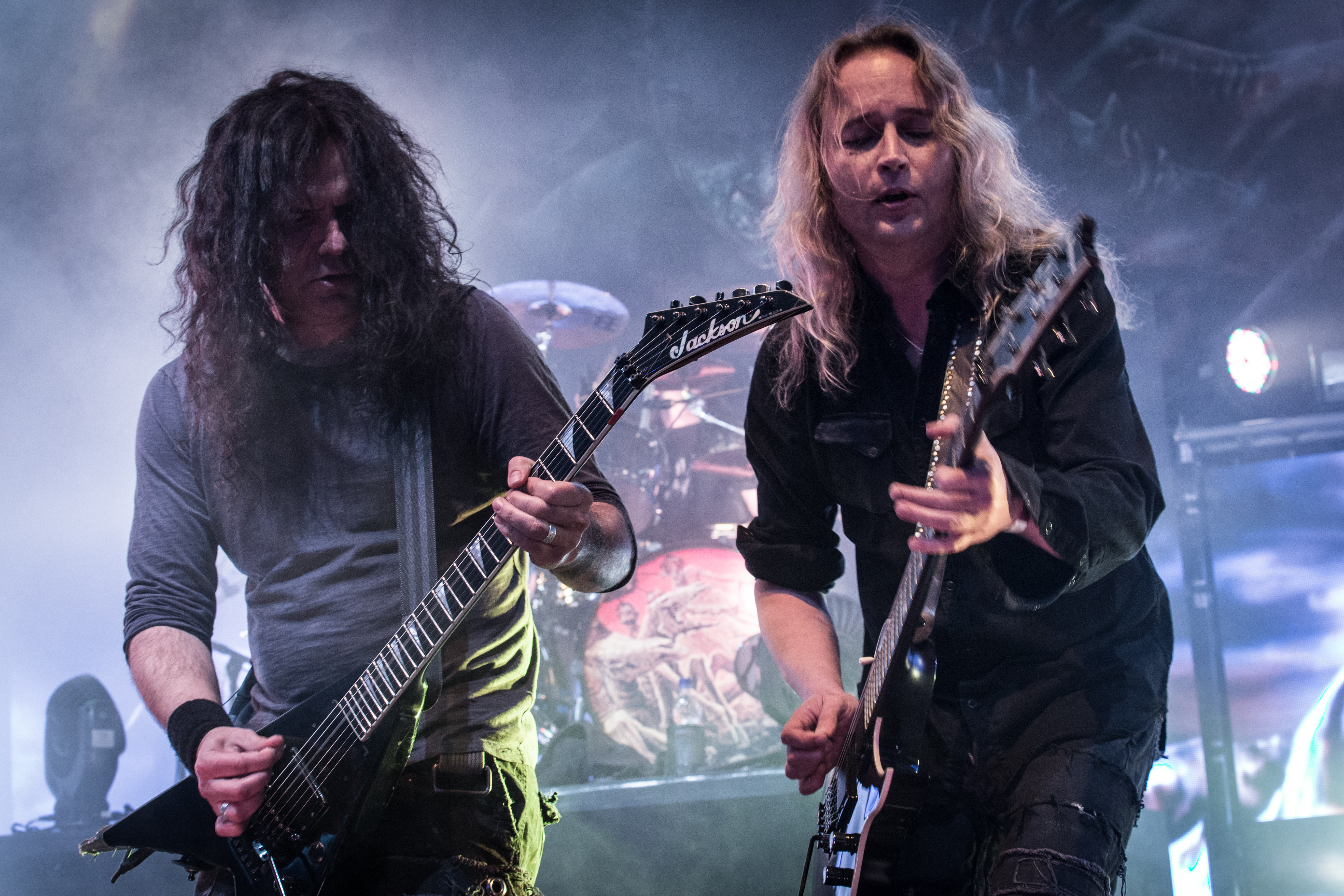
Kreator no Rock Hard Festival em 2015

Em 2013 foi lançado o CD duplo ao vivo e o DVD Dying Alive, contendo performances da banda na turnê de promoção de Phantom Antichrist.
Numa entrevista de 2013, Mille Petrozza anunciou que iria começar a compor novas músicas em 2016, mas um novo disco só deveria surgir em 2017.
Em maio de 2016, foi lançada a coletânea Love Us or Hate Us - The Very Best of the Noise Years 1985-1992 pela Sanctuary Records, incluindo as melhores canções gravadas pelo grupo em seus seis primeiros álbuns. Em outubro de 2016, o Kreator anunciou seu décimo quarto álbum de estúdio, intitulado Gods of Violence, produzido por Jens Bogren (que já trabalhou com Haken, Fleshgod Apocalypse, Moonspell).  O álbum foi lançado em  janeiro de 2017 e chegou ao primeiro lugar nas paradas musicais da Alemanha, feito inédito para uma banda do seu estilo em seu país. Para promover o álbum, a banda embarcou numa turnê europeia com as bandas Sepultura, Soilwork e Aborted. As canções “Gods of Violence”, “Satan is Real”, “Totalitarian Terror” e “Fallen Brother” receberam videoclipes, que foram lançados no YouTube entre novembro de 2016 e janeiro de 2017.

## Integrantes
| Formação atual - Miland "Mille" Petrozza — vocal, guitarra (1982-presente) - Jürgen "Ventor" Reil — bateria, vocal (1982-1994, 1996-presente) - Sami Yli-Sirniö — guitarra (2001-presente) - Frédéric Leclercq – baixo, backing vocals (2019–presente) | Ex-integrantes - Rob Fioretti — baixo (1982 a 1992) - Jörg "Tritze" Trzebiatowski — guitarra (1986 a 1989) - Frank "Blackfire" Gosdzik — guitarra (1989 a 1996) (Mystic, Sodom, Assassin) - Andreas Herz — baixo (1992 a 1994) - Christian Giesler — baixo (1995-2019) - Joe Cangelosi — bateria (1994 a 1996) (Whiplash, Massacre) - Tommy Vetterli — guitarra (1996 a 2001)(Coroner) |

## Discografia

Logotipo da banda, usado em todas as capas de álbuns.

- 1985 – Endless Pain
- 1986 – Pleasure to Kill
- 1987 – Terrible Certainty
- 1989 – Extreme Aggression
- 1990 – Coma of Souls
- 1992 – Renewal
- 1995 – Cause for Conflict
- 1997 – Outcast
- 1999 – Endorama
- 2001 – Violent Revolution
- 2005 – Enemy of God
- 2009 – Hordes of Chaos
- 2012 – Phantom Antichrist
- 2017 – Gods of Violence
- 2022 – Hate Uber Alles

## Turnês

### Passagens pelo Brasil
- O primeiro em 1989 foi agendado, mas não aconteceu;
- Na turnê do álbum Coma of Souls em 1992, em Porto Alegre, Recife, Brasília e Rio de Janeiro;
- Na turnê seguinte, do álbum Renewal em 1994, fizeram um show no Ginásio da Portuguesa, em São Paulo;
- Voltaram novamente para São Paulo em 1998, durante a parte sul-americana da tour do disco Outcast
- Turnê do álbum Violent Revolution em 2002;
- Em 2005 durante a divulgação do álbum Enemy of God;
- Em 2009 para a divulgação do álbum Hordes of Chaos, trazendo como convidado outra lenda do Thrash mundial, o Exodus.
- Em 2013 o Kreator realizou três shows no Brasil: em Manaus no dia 13/12 , São Paulo no dia 14/12 (Carioca Club) e em Rio Negrinho/SC no dia 15/12 (Zoombie Metal Fest).
- Em novembro de 2018, o Kreator realizou cinco shows no Brasil em turnê conjunta com o o Arch Enemy: 09/11 em Porto Alegre (Bar Opinião), 11/11 em Fortaleza (Armazém), 14/11 em Manaus (Studio 5), 16/11 no Rio de Janeiro (Circo Voador) e 17/11 em São Paulo (Audio).

### Passagens por Portugal
- A primeira actuação de Kreator em Portugal foi a 14 de Fevereiro de 1993 no Armazem 22 em Lisboa, na época da tour do Renewal, com a primeira parte a cargo de Shrine.
- Actuaram no dia 28 de Outubro de 1995 no Parque de Exposições de Gaia.
- Actuaram no dia 24 de Julho de 2005 no Festival Tejo, realizado na Quinta da Marquesa, em Azambuja.
- Actuaram no dia 1 de Setembro de 2007 no Festival Marés Negras, realizado no Coliseu do Porto, em que também se juntaram os Moonspell, F.E.V.E.R. e Before The Rain
- Actuaram no dia 31 de Janeiro de 2009, no Teatro Sá da Bandeira com Caliban, Eluveitie e Emergency Gate.
- Actuaram também no dia 1 de Maio de 2010, no SWR Barroselas Metalfest.
- Actuaram também no dia 25 de Maio de 2012, no Rock In Rio Lisboa.
- Actuaram também foi dia 8 de Agosto de 2014, no Vagos Open Air.
- Última actuação VOA2016 ( Corroios ) 6 Agosto 2016